# Robyn Schulkowsky
Robyn Schulkowsky (* 1953 in Eureka/South Dakota) ist eine US-amerikanische Perkussionistin und Komponistin.

## Werdegang
Schulkowsky studierte an der University of Iowa und der University of New Mexico, Albuquerque, Schlagzeug und war von 1977 bis 1980 Soloschlagzeugerin des New Mexico Symphony Orchestra in Santa Fe. Zudem war sie Mitglied des Orchestra of Santa Fe und unterrichtete an der „University of New Mexico“. 1980 kam sie zu einem Aufbaustudium bei Christoph Caskel nach Köln.
Sie lebt seither in Europa. Bereits in den frühen 1980er Jahren trat sie in Uraufführungen von Werken Karlheinz Stockhausens, Mauricio Kagels und Walter Zimmermanns auf. Sie arbeitete mit Vertretern der neuen Musik wie John Cage, Kevin Volans (Mbira), Morton Feldman, Iannis Xenakis, Christian Wolff und Heinz Holliger zusammen und unternahm Tourneen durch ganz Europa, die USA, Japan, Korea, die Staaten der früheren Sowjetunion und Westafrika. Bei den Salzburger Festspielen 1993 trat sie mit dem Stück Con Luigi Dallapiccola von Luigi Nono (auf CD bei col legno). In jüngster Zeit führte sie Kompositionen von Rebecca Saunders, Tigran Mansurjan und Wolfgang Rihm auf und spielte mit Kim Kashkashian Werke von Luciano Berio ein.
Schulkowsky machte sich auch einen Namen als Improvisatorin, sowohl solo als auch in der Free-Jazz-Szene, insbesondere in Zusammenarbeit mit Lindsay Cooper, Derek Bailey und mit dem norwegischen Trompeter Nils Petter Molvær. In Ghana trat sie mit dem Schlagzeuger Kofi Ghanaba auf. Seit 2002 gab sie unter anderem in Montevideo, Buenos Aires und Salvador da Bahia Konzerte und unterrichtete dort gemeinsam mit Fredy Studer bzw. Joey Baron.
2007 gründete sie mit Stephan Andreae das Festival Drums Summit in der Kunst- und Ausstellungshalle der Bundesrepublik Deutschland, das 2008, 2009, 2011, 2012 und 2013 fortgesetzt wurde.
Als Komponistin schrieb sie überwiegend Werke für Theaterproduktionen und Filme (etwa Emporte-moi – Nimm mich mit) sowie für Soloperkussionisten und Perkussionsensembles.
Zu den Hauptinteressen von Schulkowsky zählt die ständige experimentelle Erforschung neuer Klangdimensionen, die sie auch mit der Entwicklung von ungewöhnlichen Instrumenten verbindet. Zur Expo 2000 in Hannover organisierte sie ein vierundzwanzigstündiges Schlagzeugkonzert mit Musikern aus aller Welt.